# Нуржанова, Раиса Нургалиевна
Раиса Нургалиевна Нуржанова (каз. Нұржанова Райса Нұрғалиқызы; 23 мая 1931, Петропавловск, Казахская АССР, РСФСР, СССР — 2 мая 2004, Семипалатинск, Казахстан) — врач-фтизиатр, Герой Социалистического Труда (1978). Заслуженный врач Казахской ССР (1978).

## Биография
Родилась 23 мая 1931 года в городе Петропавловск Казакской АССР.
Окончила среднюю школу, фельдшерско-акушерское училище, в 1958 году — Алма-Атинский медицинский институт.
Работала врачом в селе Кызыл-Кастек Аксуатинского района Семипалатинской области.
С 1959 по 1963 год работала педиатром, с 1963 года — фтизиатром в Семипалатинском противотуберкулёзном диспансере.
В своей врачебной деятельности внедряла передовые методы в диагностике и профилактике заболеваний. За большие заслуги в развитии народного здравоохранения удостоена звания Героя Социалистического Труда указом Президиума Верховного Совета СССР от 23 октября 1978 года c вручением ордена Ленина и золотой медали «Серп и Молот».
Проживала в Семипалатинске, умерла 2 мая 2004 года. Похоронена на старом городском кладбище Семея.

## Награды
- Герой Социалистического Труда — указом Президиума Верховного Совета СССР от 23 октября 1978 года;
- Орден Ленина (1978);
- Медаль «В ознаменование 100-летия со дня рождения Владимира Ильича Ленина».